# Бояры (Пинский район)
Боя́ры (бел. Бая́ры) — деревня в Пинском районе Брестской области Республики Беларусь. Входит в состав Оснежицкого сельсовета. Пригород Пинска.
С 1994 г. по 1999 г. была построена православная церковь в честь Святителя Кирилла Туровского. Освящена 15 мая 1999 г. епископом Пинским и Лунинецким Стефаном (Корзуном). 

## Население

### Численность
- 2019 год — 120 жителей

### Динамика
- 2019 год — 120 жителей (перепись населения)

## Достопримечательности
- Храм Святителя Кирилла Туровского в деревне Бояры, первый храм на территории Республики Беларусь. Освящен 15 мая 1999 г.
- Сад скульптур художника Сергея Жилевича[3]

## Известные лица
- Художник Сергей Жилевич, работы которого выставлялись не только в Беларуси, но и других странах — Германии, США[4], Испании; также продавались на аукционе «Сотбис».